# 에밀리 로비슨
에밀리 로비슨(Emily Robison, 1972년 8월 16일 ~ )는 미국의 음악가로, 컨트리 밴드 더 칙스의 일원이다.